# Cantonul Baraqueville-Sauveterre
Cantonul Baraqueville-Sauveterre este un canton din arondismentul Rodez, departamentul Aveyron, regiunea Midi-Pyrénées, Franța.

## Comune
- Baraqueville (reședință)
- Boussac
- Camboulazet
- Castanet
- Colombiès
- Gramond
- Manhac
- Moyrazès
- Pradinas
- Sauveterre-de-Rouergue